# Азіат (фільм)
«Азіат» — радянський художній фільм 1991 року, знятий режисером Гульмірою Сунгатулліною.

## Сюжет
Мафія вбила батьків, дружину та дітей Рашида, який пройшов пекло афганської війни. Втративши найдорожче, Азіат, що дивом залишився живим, стає заклятим ворогом головорізів, які контролюють торгівлю зброєю та наркотиками.

## У ролях
- Абдрашид Абдрахманов — Рашид
- Болот Бейшеналієв — Агай
- Ісмаїл Баразбієв — князь Ісмаїл
- Зарема Бечелова — Заріна
- Костянтин Бутаєв — Серга
- Анатолій Шихалієв — Льоня
- Олександр Александров — Саня
- Хамід Юсупов — Іниж-Герей
- Саттар Дікамбаєв — Газіз
- Толеубек Аралбай — Аманжол
- Валентина Мисакова — дружина Ісмаїла
- Михайло Хімілонов — командир терористів
- Марат Азімбаєв — епізод
- Людмила Бечелова — епізод
- Сергій Бутаєв — епізод
- Віктор Засєєв — епізод
- Т. Габуєв — епізод
- Х. Енеєв — епізод
- Х. Заліханов — епізод
- Леонід Ісаченко — епізод
- Валентин Камергоєв — Магомед
- Неллі Лакоба — епізод
- Мажара Зухба — епізод
- О. Мусабеков — епізод
- О. Ніколаєня — епізод
- С. Панкратова — епізод
- Михайло Рубцов — епізод
- Роберт Саральп — епізод
- Тамерлан Сабанов — епізод
- Уайс Султангазін — лікар
- Анатолій Татаров — епізод
- В. Теуважуков — епізод
- Л. Таов — епізод
- К. Іртаєв — епізод
- Н. Фіров — епізод
- А. Хадзегов — епізод
- В. Цораєв — епізод
- Т. Чельдієв — епізод
- Х. Чораєв — епізод
- Аня Черкесова — епізод
- Аслан Черкесов — епізод
- Юра Гащукін — епізод
- Жанна Хашпакова — епізод
- Арман Асенов — епізод
- Елізат Кулієва — гостя на весіллі

## Знімальна група
- Режисер — Гульміра Сунгатулліна
- Сценарист — Олександр Александров
- Оператор — Нуртай Борбієв
- Композитор — Олександр Айзенштадт
- Художник — Олександр Деріганов